# Parco agricolo Sud Milano
Der Parco agricolo Sud Milano (etwa: „Landwirtschaftspark Südmailand“; Verkürzung: PASM) ist ein italienisches Landschaftsschutzgebiet, das die Großstadt Mailand von Westen, Süden und Osten bis zu den Grenzen der Metropolitanstadt umringt.
Das Landschaftsschutzgebiet wurde 1990 von der Region Lombardei als Regionalpark eingerichtet, um das Wachstum der südlichen Vororte von Mailand zu begrenzen; ein wichtiges Ziel war, eine chaotische Bebauung des Umlands – wie sie schon im Norden Mailands stattgefunden hatte – so weit wie möglich zu vermeiden. Das Regionalpark besitzt eine Größe von 470 km², was 30 % der Fläche der Metropolitanstadt Mailand entspricht.
Dem Park gehören auch vier NATURA 2000 Schutzgebiete an.
- Bosco di Cusago 0,13 km² (WDPA-ID 555528380)
- Fontanile Nuovo 0,4 km² (WDPA-ID 555528379)
- Oasi di Lacchiarella 0,37 km² (WDPA-ID 555528382)
- Sorgenti della Muzzetta 1,36 km² (WDPA-ID 555528381)

Die Dörfer und Städte mit ihren Erweiterungsgebieten gehören nicht zum Parkgebiet, sondern werden von diesem umringt.
Die meisten Teile des Parks werden landwirtschaftlich genutzt und befinden sich in Privateigentum. Allerdings sind einige Gebiete in unmittelbarer Nähe der Großstadt als öffentliche Volksparks angelegt (Bosco in Città, Parco Aldo Aniasi, Parco delle Cave, Parco Forlanini, Parco del Ticinello, Parco della Vettabbia).
Innerhalb des Parks befinden sich die Kloster Chiaravalle, Mirasole und Viboldone und viele Landhöfe und Schlösser.